# Liste der Monuments historiques in Saint-Pierre-d’Exideuil
Die Liste der Monuments historiques in Saint-Pierre-d’Exideuil führt die Monuments historiques in der französischen Gemeinde Saint-Pierre-d’Exideuil auf.

## Liste der Bauwerke
| Bezeichnung      | Beschreibung                           | Standort | Kennzeichnung | Schutzstatus | Datum | Bild           |
| ---------------- | -------------------------------------- | -------- | ------------- | ------------ | ----- | -------------- |
| Kirche St-Pierre | Erbaut ab Ende des 11. Jahrhunderts    | (Lage)   | PA00105704    | Classé       | 1904  | weitere Bilder |
| Château de Léray | Schloss, erbaut im 16./17. Jahrhundert | (Lage)   | PA00105703    | Inscrit      | 1932  | weitere Bilder |

## Liste der Objekte
- Monuments historiques (Objekte) in Saint-Pierre-d’Exideuil in der Base Palissy des französischen Kultusministeriums